# آنجلو تارتالیا (بازیکن فوتبال)
آنجلو تارتالیا (انگلیسی: Angelo Tartaglia؛ زادهٔ ۳۰ سپتامبر ۱۹۹۲) بازیکن فوتبال اهل ایتالیا است.
از باشگاه‌هایی که در آن بازی کرده‌است می‌توان به باشگاه فوتبال نووارا و باشگاه فوتبال پارما اشاره کرد.